# The Rose (teatro)
The Rose era un teatro londinese dell'epoca elisabettiana, uno dei primi teatri pubblici,                                                                                                                       dopo il The Theatre e The Curtain e il primo ad essere situato nella zon di Bankside, luogo che in seguito vide la nascita di numerosi teatri.
Costruito nel 1587 da Philip Henslowe e John Cholmley, ospitò per anni la compagnia teatrale The Admiral's Men, offrendo, nel suo repertorio, spettacoli di Christopher Marlowe e William Shakespeare.
Quando nella stessa zona nacquero prima il teatro The Swan (1597) e poi il Globe Theatre, il Rose si trovò in difficoltà, tanto che intorno al 1606 fu abbandonato, scomparendo dalle mappe negli anni successivi.
Alla fine degli anni ottanta del Novecento fu lanciata una campagna di sensibilizzazione per salvare il teatro dal piano edilizio che prevedeva la nascita di nuovi edifici nella zona. Grazie anche a quest'iniziativa gli archeologi e gli studiosi del Museo di Londra ripresero gli scavi, portando alla luce molte sezioni della base del teatro elisabettiano. Alla fine degli anni novanta il sito fu nuovamente aperto al pubblico.

## Filmografia
- Shakespeare in Love (1998): nel film il teatro dove lavorano Shakespeare e la sua compagnia è proprio il Rose.